# Oldcastle (hrabství Meath)

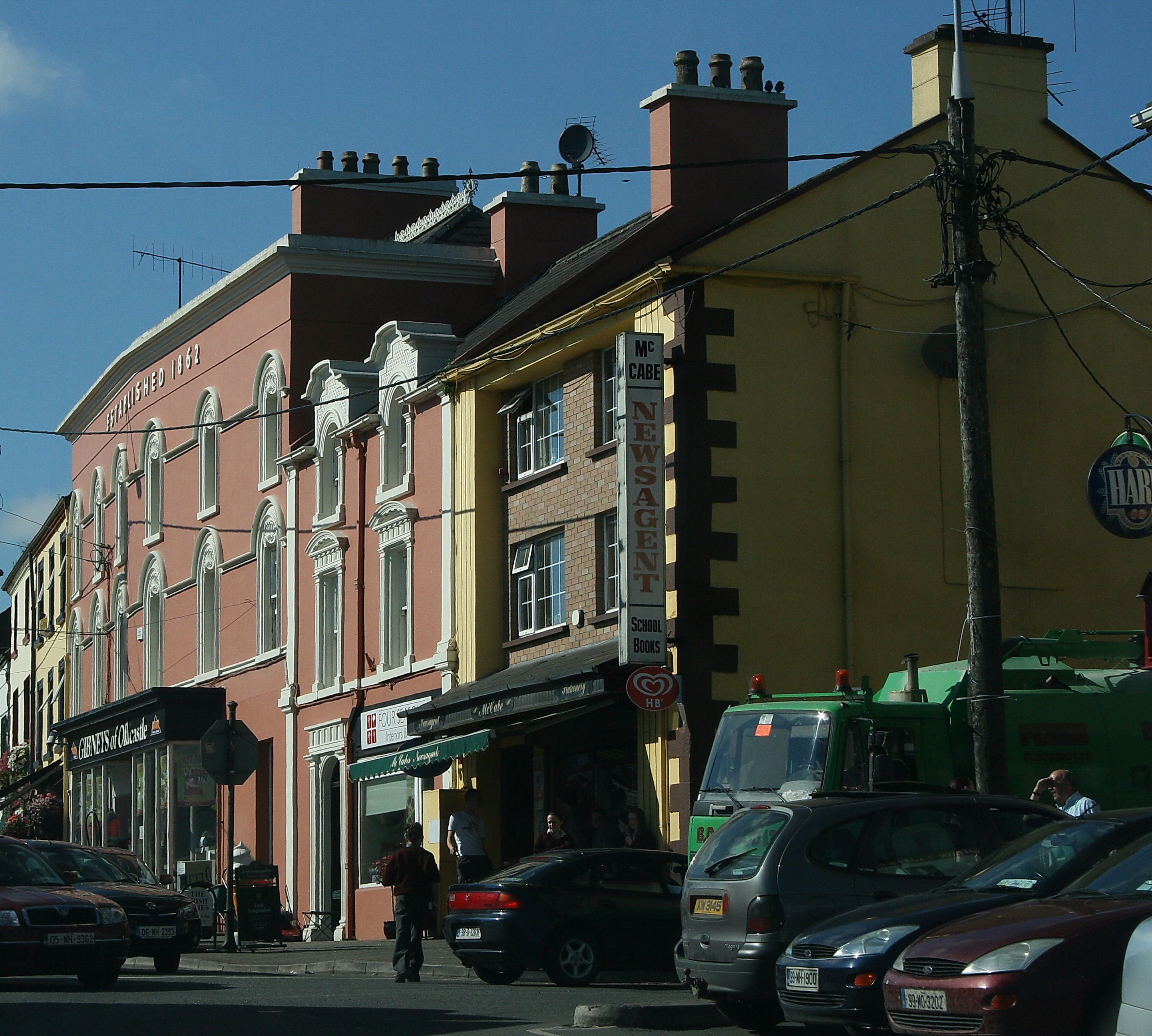
Ulice v centru města Oldcastle

Oldcastle (irsky An Seanchaisleán) je město ve východní části Irska, v hrabství Meath. Žije zde 2 226 obyvatel (2006).
Nachází se v severozápadním výběžku území hrabství Meath, severně od města prochází hranice s hrabstvím Cavan. Leží 21 km ZSZ od Kellsu, na křižovatce silnic R 154 do Cavanu a R 195 Castlepollard–Virginia.
Jihovýchodně od města, v lokalitě Loughcrew, se nachází keltské megalitické pohřebiště. Město je také známé výrobou postelí a ložního příslušenství. V současnosti je pracovní destinací pro lidi z Litvy, Lotyšska, Polska a Ruska.